# Binokulär syn

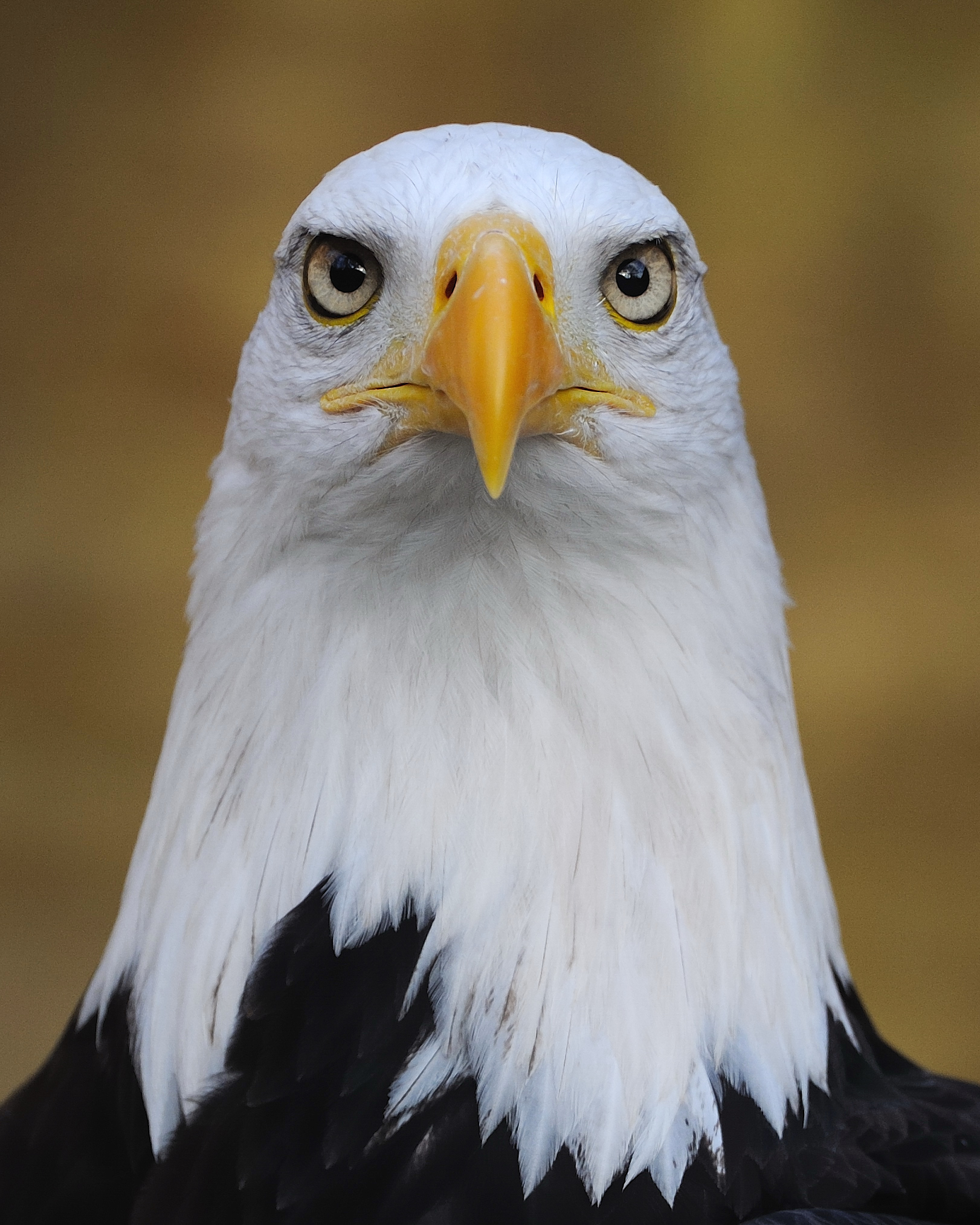
Örnens ögon är framåtriktade vilket ger mer utpräglad binokulär syn.

Binokulär syn innebär att en organism har två ögon som arbetar tillsammans, och har ett synfält där information från båda ögonen smälter samman. Detta ger stereoskopiskt seende (stereopsis), vilket bland annat gör att djuret kan bedöma avstånd, så kallat djupseende, och ger också bättre skärpedjup än monokulär syn. Djur med framåtriktade ögon, som hos flera rovdjur och hos primater, har ett större binokulärt synfält än djur där ögonen sitter på sidan av huvudet, som hos hästar.

## Det binokulära synfältet

Synfältet hos fåglar varierar. Bilden illustrerar till vänster en duvas synfält och till höger en ugglas synfält. Mörkblå beskriver de binokulära synfältet och ljusblått det monokulära synfältet.

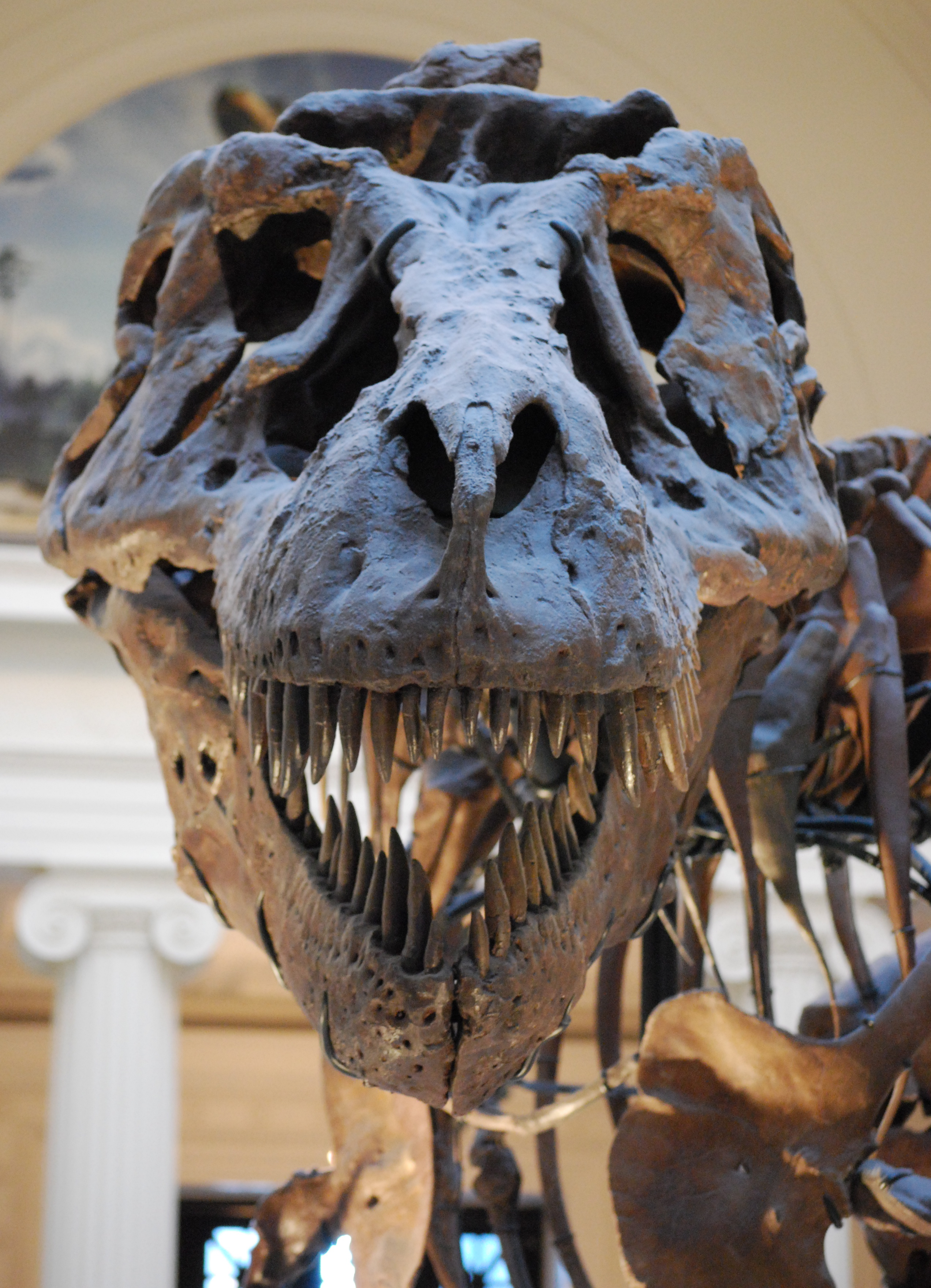
Skalle av Tyrannosaurus med framåtriktade ögonhålor, vilket är ett tecken på binokulär syn.

Det binokulära synfältet är den del av det totala synfältet, där höger och vänster ögas synfält överlappar varandra. Ibland förekommer den felaktiga definitionen, att det binokulära synfältet är den totala summan av höger och vänster ögas synfält.

### Hos människan
Hos människan är det normala binokulära synfältet cirka 120 grader brett utefter horisontallinjen genom centrum. Endast i centrum finns maximal synskärpa. Redan 7 grader från centrum har synskärpan reducerats till cirka 15 procent av maximal synskärpa. Synskärpan avtar därefter ytterligare, ju längre bort från centrum som mätningen görs. 60 grader från centrum (där det binokulära synfältet övergår i det monokulära synfältet, som endast tillhör det ena ögat) är synskärpan endast cirka 4 procent av maximal synskärpa. Vid läsning av text används området inom cirka 4 grader från centrum. Vid bilkörning används området inom cirka 7 grader från centrum. Blicken flyttas upp till 60 gånger per sekund. (Mikrorörelser, följerörelser och sackader).

### Hos hästen
Hos hästen är det binokulära synfältet mycket smalt. Endast om hästen höjer huvudet och samtidigt riktar blicken nedåt uppträder ett användbart binokulärt synfält av viss bredd. Speciellt vid hopp över hinder använder hästen denna metod för att exakt kunna bedöma avståndet fram till hindrets övre kant. Efter avstamp sänker hästen huvudet tämligen hastigt, vilket tydligt kan observeras.

### Hos ugglor
Ugglor har framåtriktade ögon och därmed ett värdefullt brett binokulärt synfält. Men sittande tillgriper ugglor dessutom metoden, att hastigt flytta hela huvudet vänster - höger - vänster. Därigenom förbättrar ugglor ytterligare precisionen i sin avståndsbedömning fram till bytesdjuret. Detta sker redan innan själva anfallet inleds.  

### Hos duvor
Duvor är typiska bytesdjur. Det innebär, att ett stort totalt synfält hjälper till att skydda duvan mot överraskande angrepp från skilda riktningar. Ett tämligen smalt binokulärt synfält uppfyller duvans blygsamma behov av korrekt avståndsbedömning.

### Hos kameleonter
Kameleonter kan (speciellt när de anfaller ett byte) synkronisera höger och vänster synfält, varvid ett visst binokulärt synfält (och därmed djupseende) skapas. Alternativt kan kameleonter välja att vrida ögonen oberoende av varandra och kan då överblicka 360 grader, utan att vrida på huvudet. Djupseendet blir något lidande, men den goda överblicken skyddar kameleonter från överraskande angrepp från rovdjur. Att kroppen och huvudet hålls stilla bidrar till att det är svårt för såväl rovdjur som bytesdjur att upptäcka kameleonter.

## Avståndsbedömning
Det är speciellt vid korta avstånd, som binokulär syn ger en mycket exakt avståndsbedömning. Stereoseende, djupseende eller rymdseende är synonyma termer. Men även en enögd person kan göra approximativa avståndsbedömningar, speciellt om objektets faktiska storlek är känd på förhand. Vid längre avstånd minskar skillnaden i exakthet mellan binokulär syn och syn med blott ena ögat. 

## Binokulära instrument
Binokulära instrument, som kikare, mikroskop, luppar och glasögon, är optiska instrument med två okular avsedda för seende med båda ögonen samtidigt. Skilda förstoringsgrader förekommer.